# Zekai Apaydın

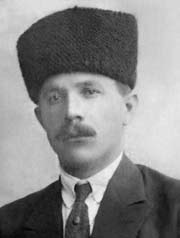
Zekai Apaydın

Aziz Zekai Apaydın (ur. 1877 w Graveşka (Bośnia), zm. 29 września 1947 w Stambule) – turecki dyplomata.
Był od 18 października 1924 ambasadorem w Londynie, a od 6 maja 1925 w Moskwie (do 1927). W 1930 minister robót publicznych Turcji. W latach 1935–1939 ponownie ambasador w ZSRR.